# 特氏半齒脂鯉
特氏半齒脂鯉，為輻鰭魚綱脂鯉目脂鯉亞目半齒脂鯉科的其一種，分布於南美洲托坎廷斯河流域，體長可達10.5公分，棲息底中層水域，生活習性不明。